# Eichberg und Talgrube
Das Naturschutzgebiet Eichberg und Talgrube liegt im Landkreis Saalfeld-Rudolstadt in Thüringen. Es erstreckt sich nordöstlich von Remda und Teichel sowie nördlich von Heilsberg, alles Ortsteile der Stadt Rudolstadt. Südlich des Gebietes verläuft die Landesstraße L 1050 und nordöstlich die L 1052.

## Bedeutung
Das 20,1 ha große Gebiet mit der NSG-Nr. 156 wurde im Jahr 1961 unter Naturschutz gestellt.

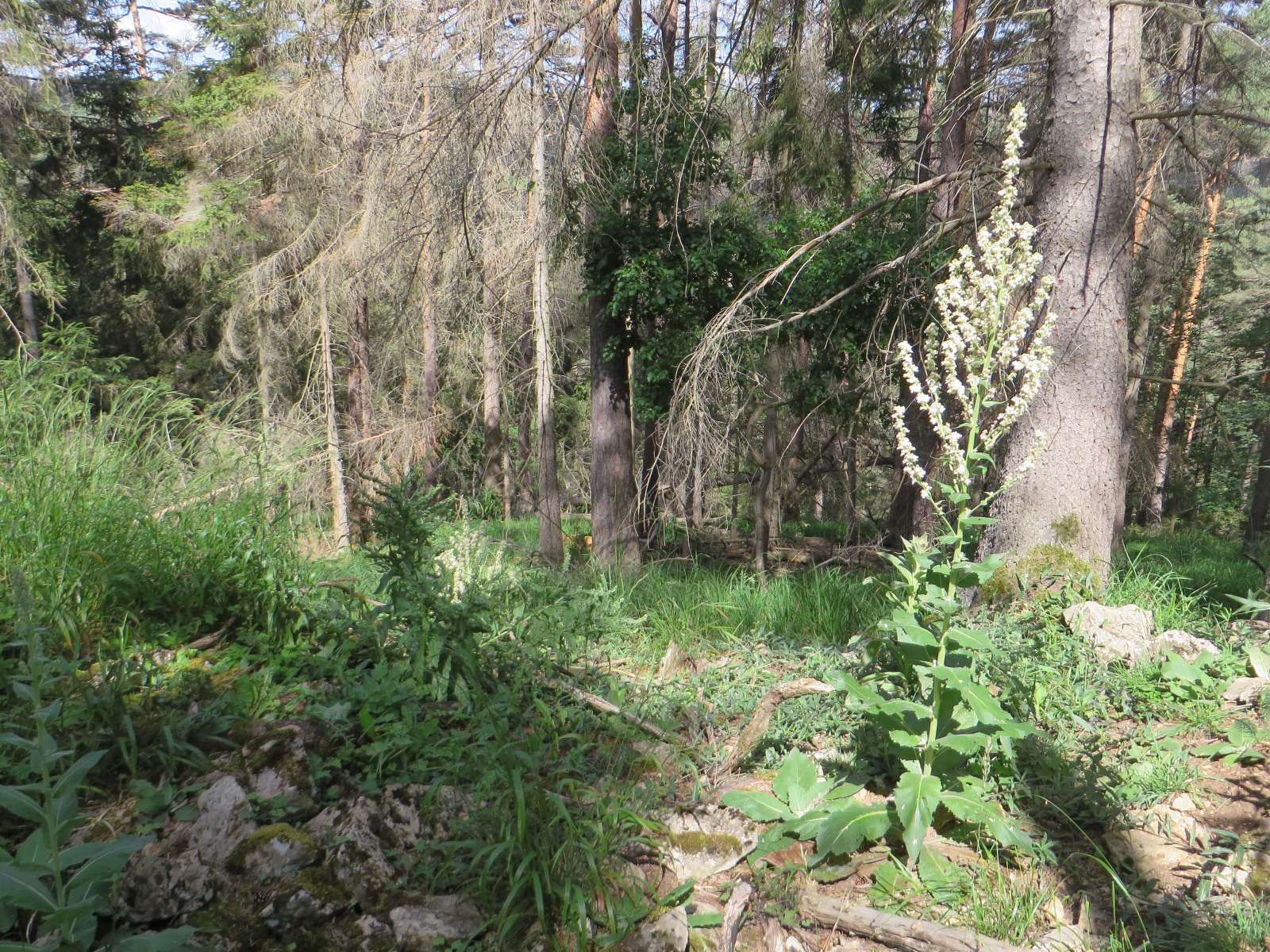
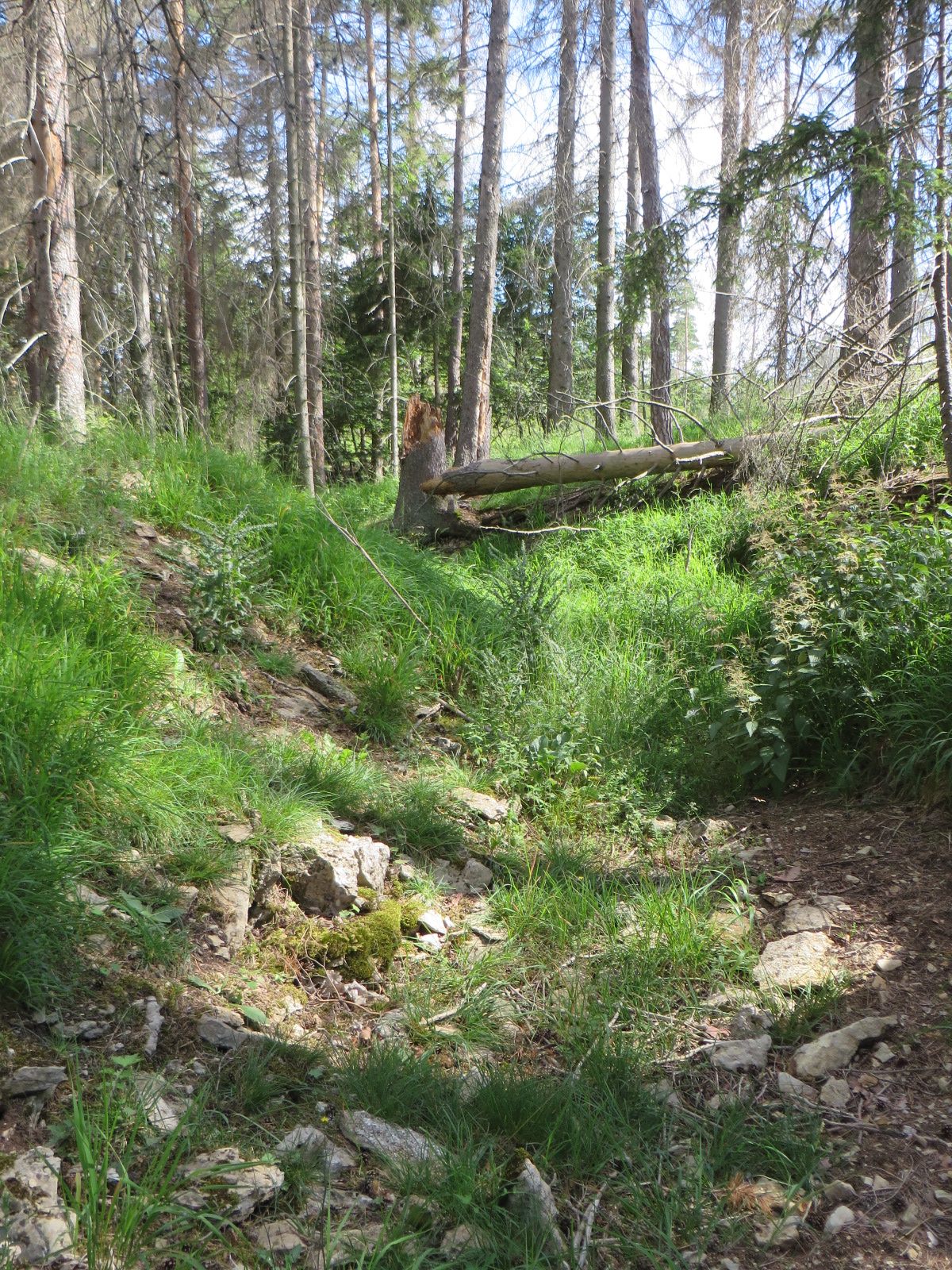
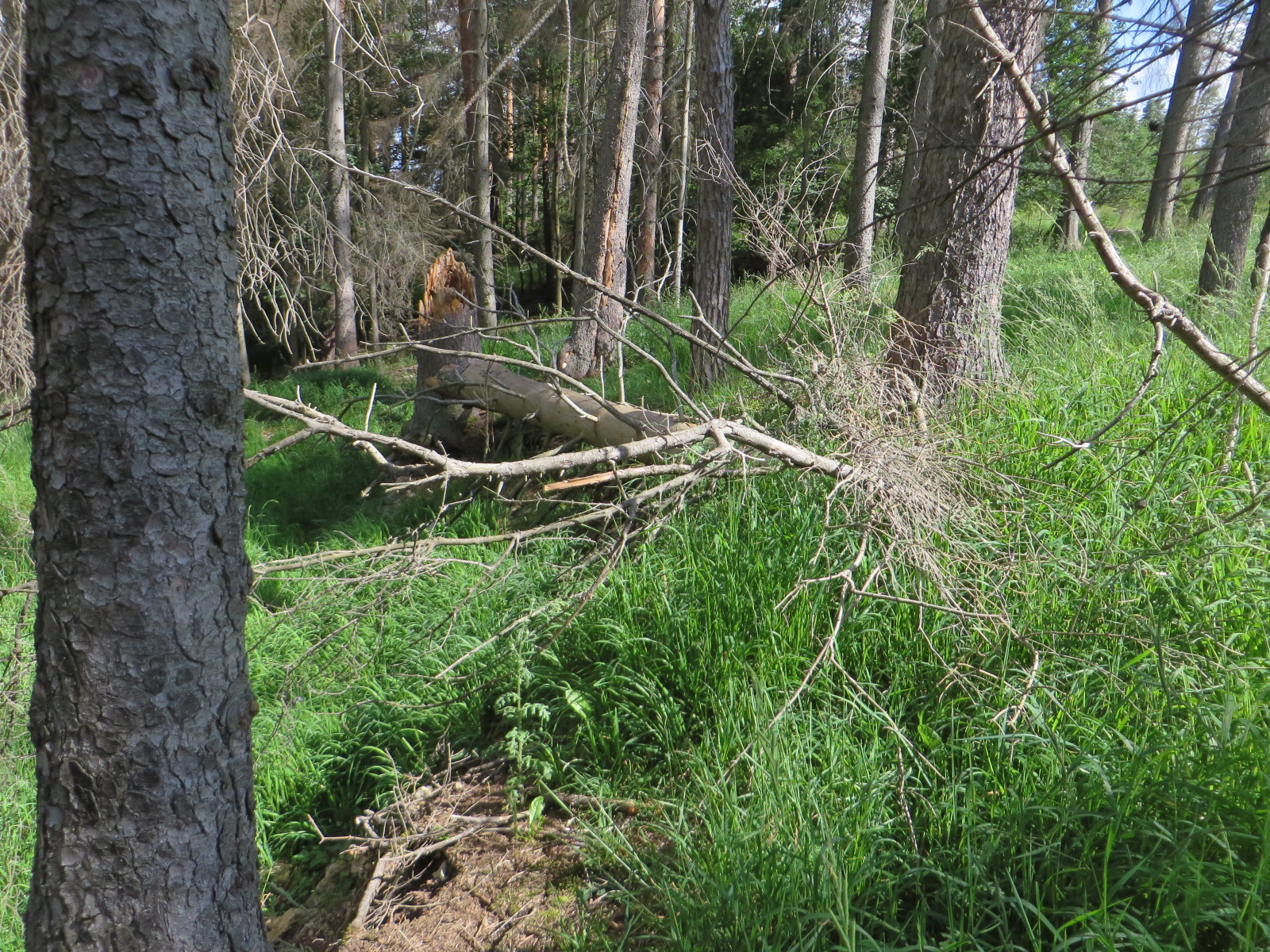